# Tympanophyllum virescens
Tympanophyllum virescens är en insektsart som först beskrevs av Jean Guillaume Audinet Serville 1838.  Tympanophyllum virescens ingår i släktet Tympanophyllum och familjen vårtbitare. Inga underarter finns listade i Catalogue of Life.